# Hermann Ehlers

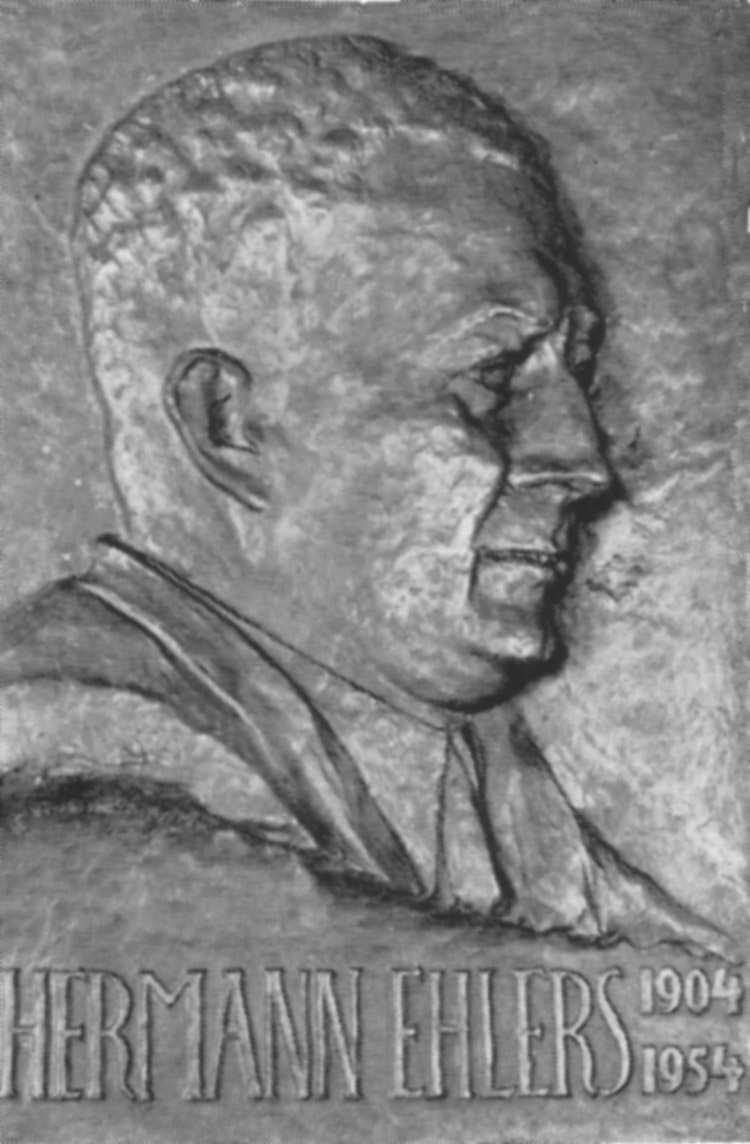
Hermann Ehlers

Hermann Ludwig Ehlers (* 1. Oktober 1904 in Schöneberg bei Berlin; † 29. Oktober 1954 in Oldenburg) war ein deutscher Politiker (CDU). Er war von 1950 bis zu seinem Tode 1954 Präsident des Deutschen Bundestages.

## Leben

### Herkunft und Jugend

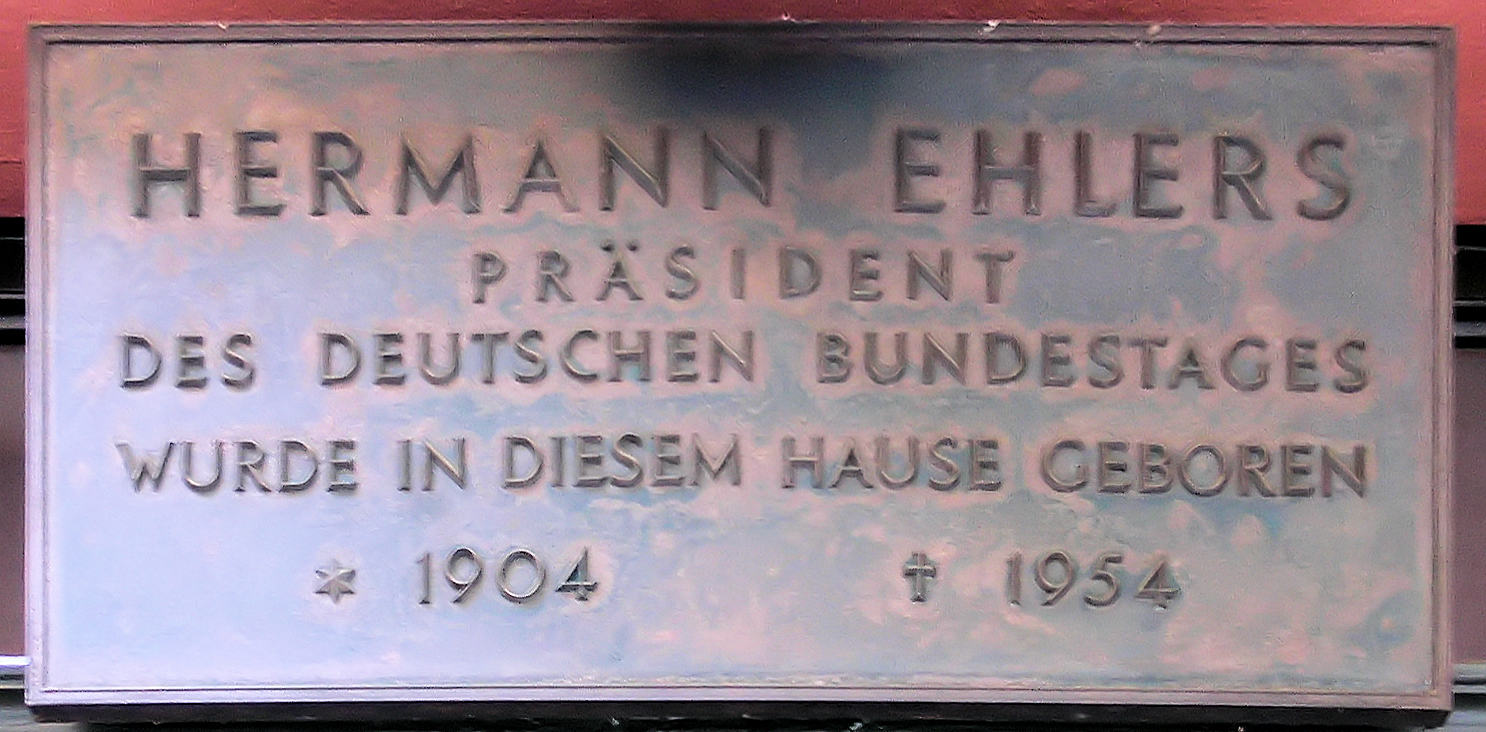
Gedenktafel am Haus Gotenstraße 6, in Berlin-Schöneberg

Hermann Ehlers wurde am 1. Oktober 1904 als Sohn eines preußischen Postassistenten geboren. Seine Eltern, Hermann Heinrich Ludwig Ehlers und Adelheid Louise Auguste Ehlers geb. Rabe, waren kurz vorher nach Sülze, einem kleinen Dorf in der Lüneburger Heide (heute eine zur Stadt Bergen gehörende Ortschaft im Landkreis Celle), gezogen, weil der Vater hier eine Stelle beim Bahnpostamt als Postassistent bekommen hatte. Seine Mutter stammte vom ehemals landtagsfähigen Sattelhof in Sülze. Ehlers wuchs in einer bürgerlichen, politisch konservativ und evangelisch geprägten Umgebung auf.
Er besuchte die Oberrealschule zu Steglitz, die heute als Gymnasium seinen Namen trägt. Im September 1922 legte er dort die Reifeprüfung ab. Als Einziger seines Jahrgangs wurde er aufgrund seiner herausragenden Leistungen von der mündlichen Prüfung befreit. Seit seinem 15. Lebensjahr stand Ehlers in der christlichen Jugendbewegung (Steglitzer Bibelkreis), mit der auch später eng verbunden blieb. 1930–1933 war Ehlers Mitglied der Reichsleitung des Bundes Deutscher Bibelkreise.

### Studium
Nach dem Abitur nahm Hermann Ehlers das Studium der Rechtswissenschaft an der Friedrich-Wilhelms-Universität zu Berlin auf. Dort trat er im Wintersemester 1923 in den Verein Deutscher Studenten Berlin und Charlottenburg ein, wechselte dann auf Anregung der Grenzlandstiftung des Kyffhäuserverbandes für kurze Zeit an die Friedrich-Wilhelms-Universität in Bonn, um zusammen mit anderen Bundesbrüdern deutsche Präsenz im von Frankreich besetzten Rheinland zu demonstrieren. Nachdem der Verein Deutscher Studenten zu Bonn im Juni 1924 von den Besatzungsbehörden verboten worden war, ging Hermann Ehlers zurück nach Berlin. 1924 nahm er an mehreren Übungen der Schwarzen Reichswehr teil und durchlief dort eine Unterführerausbildung.
Nach dem ersten juristischen Staatsexamen schrieb Ehlers seine Dissertation wiederum in Bonn, wo der VDSt zu Bonn nach Abzug der Franzosen 1926 wieder reaktiviert wurde. 1929 wurde Hermann Ehlers mit der Arbeit „Wesen und Wirkungen des Reichslandes Preußen“ zum Dr. jur. promoviert. Sein Referendariat absolvierte er in Neukölln und Frankfurt (Oder).

### Beruf und NS-Zeit

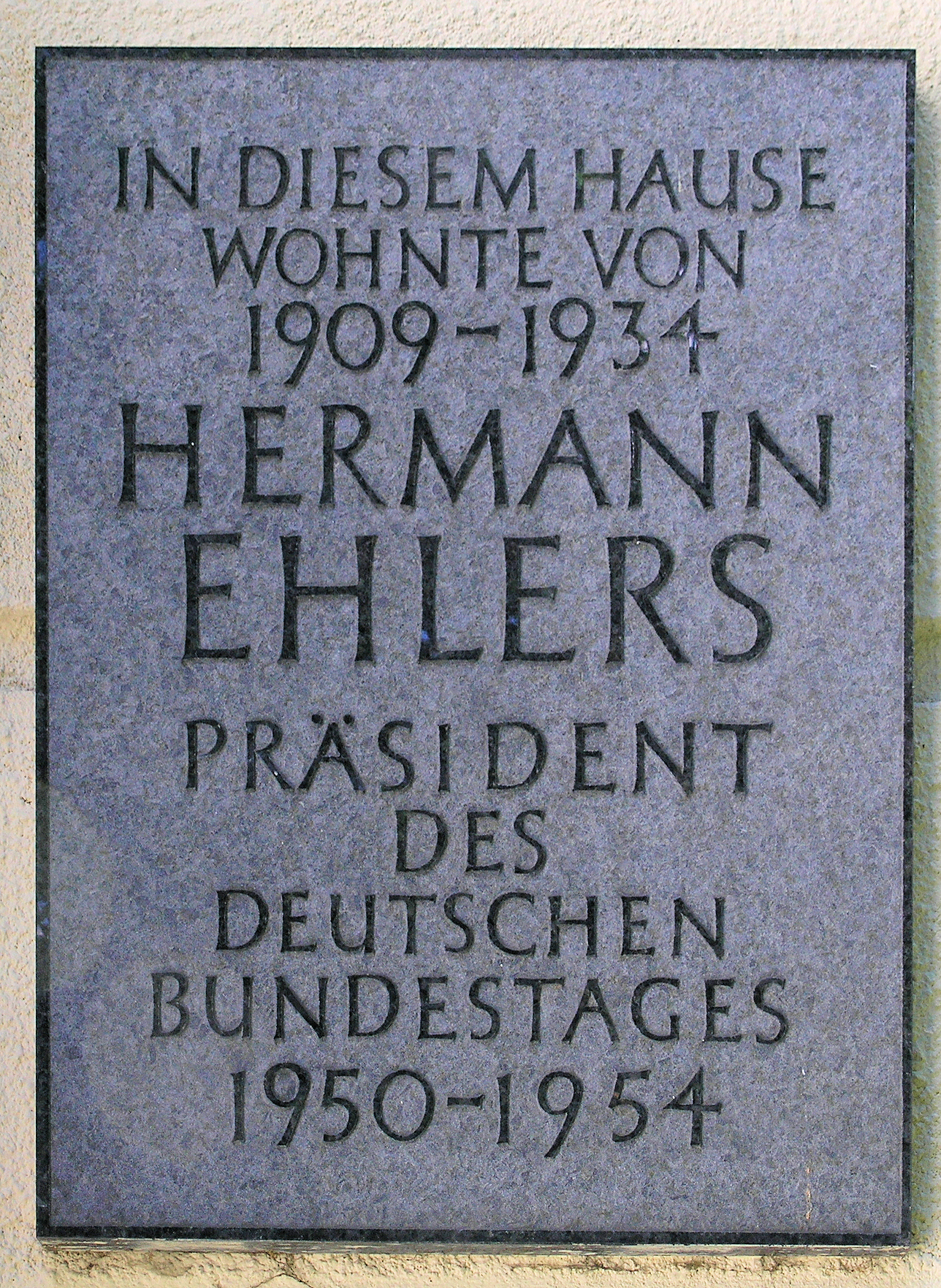
Gedenktafel am Haus Poschingerstraße 6, in Berlin-Steglitz

1931 bestand Ehlers die große juristische Staatsprüfung und erhielt die Ernennung als Richter auf Probe (Gerichtsassessor). Im Juli 1931 trat Ehlers als Justiziar in den Verwaltungsdienst der Evangelischen Kirche der Altpreußischen Union ein und war dort in der „Notgemeinschaft der inneren Mission“ und in einer kirchlichen Wohnungsbaugemeinschaft tätig. 1931/32 folgte eine Anstellung bei der Bezirksverwaltung Steglitz.
Von Februar 1933 bis September 1934 leitete Hermann Ehlers das Rechtsberatungsreferat der Bezirksverwaltung Steglitz, bis er durch ein NSDAP-Mitglied ersetzt wurde. Von 1933 bis zu deren Verbot 1938 war er zudem Schriftleiter der Jungenwacht, der gemeinsamen Zeitschrift der evangelischen Jugendverbände.
1934 trat er in die Kanzlei des mit der Kirche verbundenen Anwalts Holstein ein und wurde hauptsächlich mit der Bearbeitung kirchenrechtlicher Fragen der Preußischen Bekennenden Kirche befasst, für die er bereits seit 1933 ehrenamtlich tätig gewesen war.
1936 kehrte Ehlers als Richter beim Landgericht Berlin in den Staatsdienst zurück. Weil Ehlers sich weigerte, der NSDAP bzw. einer ihrer Gliederungen beizutreten, wurde er nicht Beamter. Seine endgültige Übernahme wurde 1939 jedoch aufgrund seiner Rolle in der Bekennenden Kirche abgelehnt; er war seit Mai 1935 juristisches Mitglied des Bruderrates der Bekennenden Kirche in Preußen.
1937 wurde er wegen „Aufforderung zum Ungehorsam gegen staatliche Anordnungen“ von der Gestapo verhaftet und vom 17. Juni bis 2. Juli 1937 inhaftiert. Im Sommer 1939 wurde er aus dem Staatsdienst entlassen. Er bekam eine Anstellung in einer Anwaltskanzlei in Berlin.
Am 23. Oktober 1940 wurde Hermann Ehlers zur Wehrmacht einberufen und der Flugabwehr in Hamburg zugeteilt. Dort wurde er am 20. Februar 1942 zum Kriegsoffizieranwärter und ein Jahr später zum Leutnant befördert. Bis Ende des Zweiten Weltkriegs blieb er als Batteriechef und Abteilungsadjutant bei der Flugabwehr in Hamburg-Fuhlsbüttel stationiert.

### Nach dem Krieg
Nach Ende des Krieges wurden Ehlers mehrere Posten angeboten, so z. B. der des Oberbürgermeisters der Stadt Delmenhorst. Wegen seiner einmütigen Wahl nahm er jedoch am 8. Oktober 1945 das Amt des Oberkirchenrates der Evangelisch-Lutherischen Kirche in Oldenburg an. In dieser Eigenschaft gehörte er zu den deutschen Teilnehmern an der ökumenischen Konferenz in Amsterdam.
Darüber hinaus engagierte sich Ehlers in der Arbeit des Evangelischen Hilfswerks und in Flüchtlingsorganisationen. An der Schaffung der institutionellen Grundlagen der Evangelischen Kirche Deutschlands (EKD) war er maßgeblich beteiligt.
Seit dem 1. August 1946 gehörte Hermann Ehlers der neu gegründeten CDU an. 1946 gründete Ehlers mit anderen die Evangelische Tagung der CDU, einen Vorläufer des Evangelischen Arbeitskreises der CDU/CSU (EAK). Dem EAK stand er seit dessen Gründung 1952 bis zu seinem Tode vor.
Bei der ersten Bundestagswahl 1949 zog Ehlers über die Landesliste Niedersachsen und 1953 als direkt gewählter Abgeordneter des Wahlkreises Delmenhorst-Wesermarsch in den Bundestag ein. Am 19. Oktober 1950 wählte der Bundestag den Abgeordneten Hermann Ehlers als Nachfolger des zurückgetretenen Erich Köhler im ersten Wahlgang mit 201 von 325 abgegebenen Stimmen zum Präsidenten des Deutschen Bundestages. Ehlers ließ daraufhin seine kirchlichen Ämter ruhen. Als Bundestagspräsident führte er die Rundfunk-Direktübertragungen wichtiger Debatten ein und machte dadurch die Arbeit des Bundestages in der Bevölkerung populär.
Auf dem Bundesparteitag der CDU in Berlin wurde Hermann Ehlers am 19. Oktober 1952 zum 2. Vorsitzenden gewählt. Nach dem Wahlsieg der CDU 1953 wurde Ehlers mit 467 von 487 abgegebenen Stimmen im Amt bestätigt; dies war das beste Ergebnis bei der Wahl eines Bundestagspräsidenten.

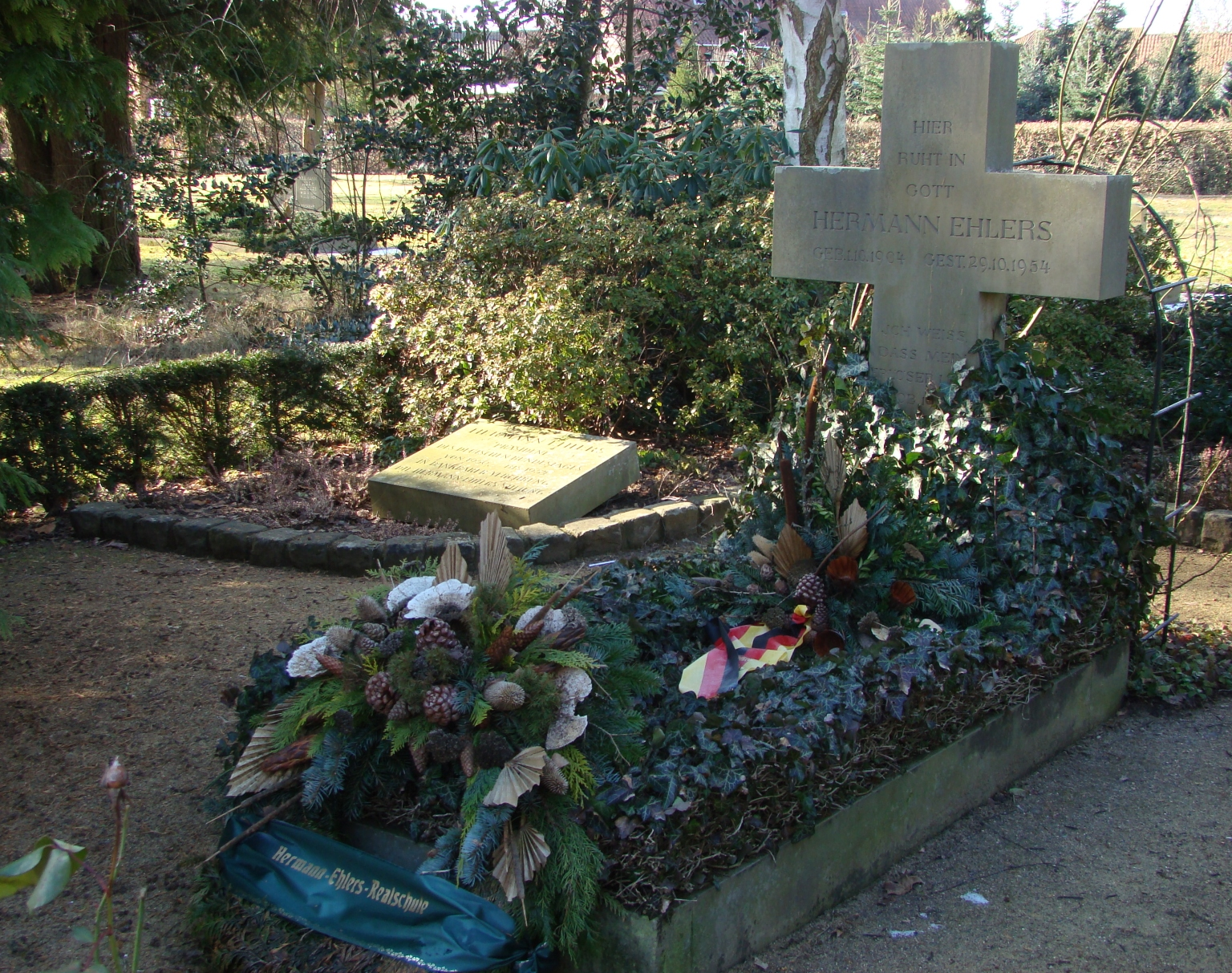
Grab von Hermann Ehlers in Sülze

Völlig überraschend erlag Hermann Ehlers am 29. Oktober 1954 – nur 50-jährig – den Folgen einer Mandelvereiterung in einem Krankenhaus in Oldenburg (Oldenburg). Sein Tod wurde von Vertretern aller politischen Richtungen als unersetzlicher Verlust für das ganze deutsche Volk bezeichnet; sein Leben und Wirken wurde von Bundespräsident Theodor Heuss anlässlich eines Staatsaktes im Bonner Bundeshaus eingehend gewürdigt. Bundeskanzler Konrad Adenauer brach seine Amerika-Reise ab und nahm noch am Trauergottesdienst in Oldenburg teil. Die Beerdigung fand im engsten Familienkreis im Heidedorf Sülze bei Celle statt, wo Ehlers’ Eltern herstammten.
Für die niedersächsischen Landtagswahlen 1955 war Ehlers als Spitzenkandidat des Wahlbündnisses von CDU und DP vorgesehen. Sein plötzlicher Tod führte dazu, dass der DP-Politiker Heinrich Hellwege Ministerpräsident von Niedersachsen werden konnte.
Hermann Ehlers war seit 12. September 1947 mit Jutta Else Grete Taubert (1921–2002) verheiratet; die Ehe blieb kinderlos.

## Ehrungen
- 1953: Großkreuz der Bundesrepublik Deutschland

Nach Hermann Ehlers wurden in Deutschland viele Schulen und Straßen benannt, so das Hermann-Ehlers-Gymnasium (die Schule, die er besucht hat) und der nahe der Schule gelegene Hermann-Ehlers-Platz in Berlin-Steglitz. Ferner wurden einige Studentenwohnheime, wie das Hermann-Ehlers-Kolleg in Karlsruhe, mehrere Bildungswerke der Konrad-Adenauer-Stiftung und die zur Hermann Ehlers Stiftung gehörende Hermann Ehlers Akademie in Kiel nach ihm benannt. Im Oldenburger Stadtteil Osternburg wurde die Brunnenstraße, Ehlers letzter Wohnort, in Hermann-Ehlers-Straße umbenannt. Zudem verleiht der Evangelische Arbeitskreis der CDU/CSU seit 2004 die Hermann-Ehlers-Medaille an Persönlichkeiten aus Kirche und Politik für ihre Verdienste in evangelischer Verantwortung.

## Stiftungen und Preise
Die Hermann Ehlers Stiftung für staatsbürgerliche Bildung und Begabtenförderung e. V., Kiel, verleiht seit 1975 auch jährlich den Hermann-Ehlers-Preis sowie einen Förderpreis, der 1998 in Kai-Uwe-von-Hassel-Förderpreis umbenannt wurde.